# 花山文艺出版社
花山文艺出版社是河北省的一家地方出版社，主要出版文学艺术类图书和中小学教材。成立于1982年1月，位于石家庄市友谊北大街330号。

## 争议
与台湾知名作家九把刀有版税争议，根据九把刀所言，“接下来几年他们照印我的畅销书，然后我的版税照样都没有拿到”。

## 代表作
- 《唐诗一万首》、《宋词一万首》、《兰亭全编》
- 《艾青全集》、《曹禺全集》、《俞平伯全集》、《郑振铎全集》、《田汉全集》
- 《修道院纪事》、《一千零一夜》、《东山魁夷的世界》、《中国少年环境文学创作丛书》、《暮年上娱》、《宝山》

## 链接
- 花山文艺出版社网站 （页面存档备份，存于）